# 兄弟本色
兄弟本色（G.U.T.S），臺灣嘻哈音樂樂團，成員包括創作歌手張震嶽、饒舌歌手熱狗、及饒舌團體頑童MJ116所有成員（「瘦子」陳昱榕、「小春」周文傑、 「大淵」林睦淵）。

## 歷程
張震嶽與熱狗本為好友，在熱狗進軍演藝圈時，已經是知名歌手的張震嶽親自開車到每一家熟識的電臺送宣傳唱片，甚至還親自拜訪各大夜店，拜託店方播放熱狗的新歌，而後張震嶽與熱狗以一曲《我愛臺妹》，轟動全臺。而後，熱狗也幫助與自己同門的饒舌團體「頑童」爭取知名度，當時因另外兩名團員服兵役的關係，只剩下大淵一人，熱狗就帶著大淵一起演出。五人以後也常常一起演出，並稱這個新團體為「兄弟本色」，成為當時台灣最紅的饒舌團體之一。
2015年7月10日，張震嶽、熱狗、「瘦子」、小春、大淵等五人，在中國北京正式宣布組成團體，定名為「兄弟本色」，以一曲俗稱「這樣太危險」的主打歌《Fly Out》爆紅，讓唱片公司下定決心為他們舉辦一次世界巡迴演唱會，即「兄弟本色日落黑趴世界巡迴演唱會」，巡迴了美國洛城、紐約、英國倫敦、廣州、天津、上海、武漢、北京、臺北小巨蛋。
目前成員們決定，2017年5月以後，各自回歸自己的音樂事業，正式解散。

## 成員
| 成員                    | 出生地           | 出生年月日     |
| 張震嶽 阿嶽             | 臺灣宜蘭縣蘇澳鎮 | 1974年5月2日   |
| 姚中仁 熱狗 (MC HotDog) | 臺灣臺北市       | 1978年4月10日  |
| 周文傑 小春 (Kenzy)     | 臺灣台北市木柵區 | 1986年12月19日 |
| 陳昱榕 瘦子 (E.SO)      | 臺灣台北市木柵區 | 1987年9月30日  |
| 林睦淵 大淵 (Muta)      | 臺灣台北市木柵區 | 1988年5月28日  |

同時，周文傑(小春)、陳昱榕(瘦子)、林睦淵(大淵)也是頑童MJ116的成員。

## 音樂作品

### EP
| 專輯名稱    | 發行日期      | 唱片公司 | 曲目 |
| ----------- | ------------- | -------- | --- |
| 《FLY OUT》 | 2016年1月20日 | 滾石唱片 | 曲目 1. 超大行李(張震嶽 & 瘦子) 2. 迷途羔羊(張震嶽 & 瘦子 & 大淵) 3. FLY OUT 4. 凡人(姚中仁 & 大淵 & 小春 & 呆寶靜) 5. COMING HOME(姚中仁 & 頑童MJ116) 6. 當我們混在一起 |
| 《SKRU UP》 | 2017年4月21日 | 滾石唱片 | 曲目 1. 搖落 2. 鐵皮屋 3. 摩托車 4. 把最甜的都給你 5. 又過一天 6. 搞砸                                                                                                   |

### 單曲
| 單曲名稱                 | 發行日期       | 唱片公司 | 曲目                               |
| ------------------------ | -------------- | -------- | ---------------------------------- |
| 《秘密基地》             | 2016年3月20日  | 滾石唱片 | 曲目 1. 秘密基地(吳念真Ｘ兄弟本色) |
| 《We Will Rule背水一戰》 | 2016年5月25日  | 滾石唱片 | 曲目 1. We Will Rule背水一戰       |
| 《Got Your Back》        | 2017年7月27日  | 滾石唱片 | 曲目 1. Got Your Back              |
| 《Return to Duty》       | 2023年10月27日 | 滾石唱片 | 曲目 1. Return to Duty             |

### 演唱會影音
| 專輯名稱               | 年分/版本                 |
| 《台北小巨蛋日落黑趴》 | 2016年8月12日/2DVD+藍光BD |

## 演唱會
兄弟本色 日落黑趴巡迴演唱會
2015
8/8-9  廣州中央車站
9/11  LA演出
9/13 NY演出
11/6 英國利物浦演出
12/19 台北小巨蛋
12/24 上海梅賽德斯奔馳文化中心
12/31 武漢湖北洪山體育館

2016
1/16 深圳體育館
1/23 昆明新亞洲體育城星耀體育館
1/30 高雄巨蛋
4/09 南京五台山中國銀聯體育館
4/16 北京首都體育館
5/06 香港STAR HALL
5/21 杭州黃龍體育館
8/6 台中圓滿劇場
11/5 蘇州體育中心
11/26 鄭州國際會展中心

2017
4月8日 廣州體育館
4月12日 雪梨Olympic Park Sport Centre
4月15日 墨爾本
4月29、30日 兄弟本色 日落黑趴巡迴演唱會最終場-台北小巨蛋